# سداسي فلوروفوسفات البوتاسيوم
سداسي فلوروفوسفات البوتاسيوم هو مركب كيميائي صيغته [K[PF6، ويوجد على شكل صلب بلوري عديم اللون.

## التحضير
يحضر المركب من تفاعل خماسي فلوريد الفوسفور مع فلوريد البوتاسيوم:
{\displaystyle \mathrm {PF_{5}+KF\longrightarrow K[PF_{6}]} }
كما يمكن أن تتم عملية التحضير من تفاعل خماسي كلوريد الفوسفور مع كلوريد البوتاسيوم بوجود فلوريد الهيدروجين:
{\displaystyle \mathrm {PCl_{5}+KCl+6\ HF\longrightarrow K[PF_{6}]+6\ HCl} }

## الخواص
يوجد المركب في الشروط القياسية على شكل بلورات عديمة اللون، ذات انحلالية قليلة في الماء. يكون المركب مستقراً في المحاليل القلوية الساخنة، حيث يمكن إجراء إعادة التبلور للحصول على المركب منها.

## الاستخدامات
يعد مركب سداسي فلوروفوسفات البوتاسيوم مصدراً لأنيونات سداسي فلوروفوسفات، وهي أنيونات ضعيفة التناسق تضيف خواصاً محبّة للدهن إلى أملاحها.